# Доњи град (Земун)
Доњи град је градско насеље у Београду, које се налази на територији општине Земун.

## Положај
Доњи град заузима централни део Земуна на десној обали Дунава. Граничи се са насељима Гардош на северу, Ћуковац и Мухар на северозападу, Калварија на западу, Тошин Бунар на југозападу, Ретензија на југу, док се његово под-насеље, Земунски кеј, налази уз саму обалу Дунава. Насеље заузима површину између улица Његошеве, Трга Бранка Радичевића (Мухара), Цетињске, Сењског трга, Вртларске, 22. октобра, Карађорђевог трга и Кеја ослобођења.

## Одлике
Као централни део некада засебног града, Земуна, главни културни и административни објекти налазе се у насељу Доњи град. Главна улица у Земуну, Главна, пролази кроз центар насеља. Такође, готово сви тргови у Земуну се налазе у Доњем граду (Карађорђев, Трг Бранка Радичевића, Масариков трг (Земунска пијаца), Авијатичарски (раније Трг ЈНА), Сењски трг, Магистратски трг (раније Трг Победе), Ослобођења, Велики (раније Омладински трг), итд). У насељу се налази пет цркава, три римокатоличке (црква Светог Рока, самостан Светог Ивана Крститеља и Антуна и црква Узнесења Блажене дјевице Марије) и две Српске православне (Светих арханђела Михаила и Гаврила и Богородичина црква). У насељу се налази и отворена пијаца, МекДоналдсов ресторан и комерцијална зона која се протеже уз Главну улицу. У Доњем граду се још налазе и Земунска болница, спортска хала „Пинки“, Земунска гимназија, Пољопривредни факултет, као и средиште скупштине-општине Земун. У Доњем граду се налази три парка: Градски парк (највећи), и два мања „Парк у рупи“ на Авијатичарском тргу и „Мали парк“ између улица Др. П. Марковића и Марка Николића. Према попису из 2002. године, у насељу је живело 13.802 становника.

## Галерија
- Поглед на Доњи град са Ћуковца
- Карађорђев трг и улица 22. октобра
- Авијатичарски трг у Доњем граду
- Магистратски трг
- Велики трг са црквом Успења блажене дјевице Марије
- Трг Бранка Радичевића (Мухар)
- Сењски трг у Земуну
- Вртларска улица у Земуну
- Остаци градских бедема у Вртларској улици у Земуну
- Цветна улица (најкраћа улица у Земуну)
- Гундулићева улица у Земуну
- Вукова улица у Земуну
- Дубровачка улица у Земуну
- Господска улица у Земуну
- Главна улица у Земуну
- Карађорђева улица у Доњем граду
- Улица Др. П. Марковића на Доњем граду
- Део фасаде на једној згради у Доњем граду
- Раскрсница улица Давидовићеве, Косовске и М. Николића
- Улица Јована Суботића у Доњем граду
- Бежанијска улица у Доњем граду
- Светосавска улица у Доњем граду
- Штросмајерова улица у Доњем граду
- Немањина улица у Доњем граду
- Угао улица М. Тирша и Д. Медаковића
- КСЦ „Пинки“ у Земуну
- Градски парк
- "Мали парк"
- "Парк у рупи"
- Земунски кеј

## Споменици културе
Доњи град или старо језгро Земуна је богат споменицима културе:
- Богородичина црква (Земун)
- Дом српске православне црквене општине Земун
- Земунска пошта
- Земунска гимназија
- Ичкова кућа
- Кућа Афродите Биало
- Кућа породице Марковић
- Кућа у којој се родио Димитрије Давидовић
- Зграда команде ваздухопловства
- Ливница Пантелић
- Кућа са сунчаним сатом
- Шпиртина кућа
- Царинарница
- Магистрат у Земуну
- Кућа у Ул. Главној 7(Штампарија Јове Карамате)
- Контумацка капела Светих арханђела Михаила и Гаврила
- Контумацка капела Светог Рока

### Галерија знаменитости
- Богородична црква у Земуну предња фасада са звоником (1880.)
- Дом српске православне црквене општине Земун
- Зграда земунске поште
- Ичкова кућа у Земуну
- Кућа Афродите Биало у Земуну
- Изглед куће породице Марковић
- Кућа у којој се родио Димитрије Давидовић
- Зграда команде ваздухопловства
- Ливница Пантелић
- Кућа са сунчаним сатом - Фасада из Дубровачке улице
- Шпиртина кућа
- Царинарница у Земуну Змај Јовина 26
- Зграда Земунског Магистрата
- Кућа у Ул. Главној 7 (Штампарија Јове Карамате)
- Црква Светих арханђела Михаила и Гаврила (лево) и Црква Светог Рока(десно)

## Образовне институције
У Доњем граду су лоциране следеће образовне институције:
- Предшколска установа „Др. Сима Милошевић"
- ОШ „Мајка Југовића"
- ОШ „Светозар Милетић"
- ОШ „Лазар Саватић"
- Музичка школа „Коста Манојловић“
- Земунска гимназија
- Економска школа „Нада Димић"
- Економска школа и гимназија „Коста Цукић"
- Правно биротехничка школа „Димитрије Давидовић"
- Пољопривредни факултет

### Галерија институција
- ПУ „Др. Сима Милошевић“ у Земуну
- ОШ „Мајка Југовића“ у Земуну
- ОШ „Светозар Милетић"
- ОШ „Лазар Саватић"
- Музичка школа „Коста Манојловић"
- Земунска гимназија
- Економска школа „Нада Димић"
- Економска школа и гимназија „Коста Цукић"
- Правно биротехничка школа „Димитрије Давидовић"
- Двориште школе „Димитрије Давидовић"
- Пољопривредни факултет у Земуну

## Социјалне институције
- Градски центар за социјални рад,
- Општински одбор Црвеног крста,
- Филијала Републичког фонда социјалног осигурања,
- Медицина рада (Уред),
- КБЦ Земун (Земунска болница) са специјалистичким поликлиникама.
- ВМУ - Војна Медицинска Установа у Земуну

### Галерија институција
- Зграда центра за социјани рад
- Зграда општинског одбора Црвеног крста
- Зграда Дома здравља Земун (познатија као Земунски Уред)
- Стара зграда Земунске болнице
- Ново крило зграде Земунске болнице
- Зграда у којој је смештена ВМУ